# Jezero Nahuel Huapi
Jezero Nahuel Huapi (špansko Lago Nahuel Huapí) je jezero v jezerski regiji severne Patagonije med provincama  Río Negro in  Neuquén  v Argentini. Turistično središče Bariloche je na južni obali jezera.
Izbruh vulkanskega kompleksa Puyehue-Cordón Caulle junija 2011 v sosednjem Čilu je povzročil, da so bili deli površine jezera prekriti z vulkanskim pepelom.
Med zadnjim ledeniškim maksimumom je poledenitev Llanquihue jezersko porečje v celoti zasedal ledenik.

## Etimologija
Ime jezera izhaja iz toponimov njegovega glavnega otoka v jeziku Mapudungun (jezik Mapučev): 'Otok jaguraja (ali pume)', od nahuel, 'puma' in huapí, 'otok'. Vendar beseda nahuel še več - lahko pomeni tudi »človek, ki se je s čarovništvom spremenil v pumo«.

## Geografija
Jezero Nahuel Huapi, ki leži v narodnem parku Nahuel Huapi, ima površino 530 km², leži na nadmorski višini okoli 770 m in ima največjo izmerjeno globino (leta 2007) 464 m.
Jezerska depresija je sestavljena iz več ledeniških dolin, razrezanih po prelomih in miocenskih dolin, ki so jih pozneje zajezile morene.
Njegovih sedem krakov se imenuje Blest (36 km²), Huemul (21,5 km²), de la Tristeza (18,5 km²), Campanario (7,9 km²), Machete, del Rincón in Última Esperanza. Povezan je z drugimi manjšimi jezeri, kot so Gutiérrez, Moreno, Espejo in Correntoso. V temno modrih vodah so številni otoki, predvsem Isla Victoria s površino 31 km² in Isla Huemul.
Nenavadno dejstvo o jezeru je, da je kljub temu, da ni blizu nobenega oceana in je na visoki nadmorski višini, tudi dom dominikanskega galeba ( Larus dominicanus) in modrookega kormorana (Phalacrocorax atriceps), sicer strogo morske ptice..
Kristalno čiste vode v jezeru so zelo dovzetne za podnebne spremembe in imajo povprečno površinsko temperaturo 7 ° C; zaradi tega je lepo in zahrbtno. Podhladitev je eno od tveganj, ki jih morajo prevzeti kopalci. Kajakaštvo je priljubljen šport na tem in sosednjih jezerih. Jezero je tudi izhodišče reko Limay.

## Živalstvo
V tem jezeru so številne tujerodne vrste postrvi , vključno šarenka, potočna postrv (Salmo trutta) in potočna zlatovčica, ki privablja ribiče z vsega sveta.

## Nahuelito
Na začetku 20. stoletja in po staroselski legendi  se je pojavila govorica o velikanskem bitju, ki naj bi živelo v globokih vodah jezera. Bitje je lokalno znano kot Nahuelito. Poročali so, da so jo opazili pred Nessie in The Lost World (Arthur Conan Doyle).
Lokalni staroselci (Mapuči) so zaradi gladke kože bitje imenovali el Cuero ('usnje'). Sosednje jezero Lago Lácar je bilo tudi mesto za pripovedi o podobnem bitju, bolj skladnem s plesiozavrom,  staroselci so ga opisovali kot morsko kravo z zobmi.
Člani živalskega vrta v Buenos Airesu so jezero obiskali leta 1922 in poskušali potrditi poročila o videnju prazgodovinske živali, vendar niso našli dokazov v podporo teoriji takega bitja.

## Hitlerjeva teorija zarote
V svoji knjigi Bariloche nazi-guía turística iz leta 2004 argentinski avtor Abel Basti trdi, da sta Adolf Hitler in Eva Braun mnogo let po drugi svetovni vojni živela v okolici Barilocheja. Basti je trdil, da so argentinski nacisti posestvo Inalco izbrali za Hitlerjevo zatočišče. Avtor predlaga, da Hitler in Braunova nista storila samomora, ampak sta dejansko pobegnila v Argentino. Predlagani scenarij je naslednji:
 Številni podmornice so nekatere naciste in nacistični plen odpeljali v Argentino, kjer jih je podpiral bodoči predsednik Juan Perón, ki je z ženo Evito že nekaj časa prejemal denar od nacistov. Hitler naj bi prispel v Argentino, in se najprej nastanil v Haciendi San Ramón, vzhodno od San Carlosa de Barilocheja. Hitler se je nato preselil v dvorec v bavarskem slogu pri Inalcu, oddaljenem in komaj dostopnem kraju na severozahodnem koncu jezera Nahuel Huapi, blizu čilske meje. Okoli leta 1954 je Eva Braun zapustila Hitlerja in se skupaj z njuno hčerko Ursulo preselila v Neuquén; Hitler naj bi umrl februarja 1962.

## Galerija
- Hiša Inalco v bližini sedanjega naselja Villa La Angostura. Glede na teorijo obrobja Abela Bastija bi Hitler tu živel nekaj let po letu 1945.
- Nahuel Huapi Lake
- Sun over the Nahuel Huapi lake at 12:00 pm
- Windy Nahuel Huapi